# Monastiráki (ort i Grekland, Östra Makedonien och Thrakien, Nomós Évrou)
Monastiráki är en ort i Grekland.   Den ligger i prefekturen Nomós Évrou och regionen Östra Makedonien och Thrakien, i den nordöstra delen av landet, 400 km nordost om huvudstaden Aten. Monastiráki ligger 36 meter över havet och antalet invånare är 379.
Terrängen runt Monastiráki är lite kuperad. Runt Monastiráki är det ganska glesbefolkat, med 22 invånare per kvadratkilometer. Närmaste större samhälle är Alexandroupolis, 19,1 km väster om Monastiráki. Trakten runt Monastiráki består till största delen av jordbruksmark.